# トルクメニスタン民主党
トルクメニスタン民主党（トルクメニスタンみんしゅとう、トルクメン語：Türkmenistanyň Demokratik Partiýasy, 略称：TDP, 英: Democratic Party of Turkmenistan）は、トルクメニスタンの政党。
トルクメン共産党の後継政党で、グルバングル・ベルディムハメドフ政権における事実上の独裁与党。党首に相当する議長はアタ・セルダロフ。
かつては2006年まで終身大統領を務めたサパルムラト・ニヤゾフが議長を兼任していた。

## 現況
1991年12月のトルクメン共産党第25回党大会により、トルクメン共産党からトルクメニスタン民主党に改称。サパルムラト・ニヤゾフを党の議長に選出した。以来、特定の政治思想を持つ集団としての政党というより、ニヤゾフによるカリスマ支配の支持者団体という意味合いが強い政党となっている。
トルクメン・ソビエト社会主義共和国がトルクメニスタンとして旧ソ連から独立し、憲法で複数政党制が認められて以降も、相も変わらず同国では事実上トルクメニスタン民主党による一党独裁制が敷かれている。トルクメニスタンには合法政党が3つしかなく、トルクメニスタン民主党以外には1992年に設立された農業党と2008年に設立された産業・企業家党が存在する。だが農民党はトルクメニスタン民主党の地方（農村）幹部により構成された政党であり、名実共に衛星政党に過ぎない。
ソ連時代から野党活動が皆無と言ってよい状況が続くなか、ニヤゾフ大統領の個人政党として全国的にネットワークを張り巡らせたトルクメニスタン民主党は、権威主義体制と豊富な天然資源により政権を確固たるものとしている。国外には反ニヤゾフ運動も存在するが、2004年12月19日の議会選で全50議席をトルクメニスタン民主党が独占するなど、権力をほしいままにしている。
2006年12月21日、同党の代表であったニヤゾフが急死。これにより、一時期は党首が不在となっていたがベルディムハメドフを次代大統領とすることが決まると同時に当人を正式に党首とする方針が固まった為、ベルディムハメドフがその座を引き継ぐことになった。
2013年8月の党大会で、ベルディムハメドフは大統領職務の中立性確保と多党制を促進する為に自ら民主党籍を離脱し、後任にはアタ・セルダロフが就くこととなった。
2022年2月11日、ベルディムハメドフは「若者に権力を移譲したい」として大統領職の辞任を表明した。しかし、その息子のセルダル副首相（当時）が3月19日付で大統領の座を世襲した。